# Pawn (película de 2020)
Pawn (en hangul, 담보; romanización revisada del coreano: Dambo) es una película dramática surcoreana dirigida por Kang Dae-gyu y protagonizada por Sung Dong-il, Ha Ji-won, Kim Hee-won, Park So-yi y Hong Seung-hee. Se estrenó el 29 de septiembre de 2020.

## Sinopsis
Dos rudos cobradores de deudas de Incheon, Du-seok y su compañero Jong-bae, visitan a una mujer (Myung-ja) para recaudar una deuda, y acaban tomando a su hija de nueve años como garantía del pago. Sin embargo, Myung-ja es una inmigrante ilegal y acaba siendo deportada de Corea del Sur, así que ambos se ven obligados a cuidar de la niña. Poco a poco nace un vínculo familiar entre ellos.

## Reparto
- Sung Dong-il como Doo-seok.[3][4]
- Ha Ji-won como Seung-yi.[5][6]
  - Park So-yi como Seung-yi a los nueve años.[6][7]
  - Hong Seung-hee como Seung-yi adolescente.
- Kim Hee-won como Jong-bae.[8]
- Kim Jae-hwa como la señora Jeong.[9]
- Jin Yoo-young como el ministro de Estado de la República de Corea.
- Jung In-gi como el traductor Noh.[10]
- Teo Yoo como Yoo Deok-hwa.
- Yoo Soon-woong como Byeong-dal.
- Cha Chung-hwa como la esposa de Byeong-dal.[11]
- Yu Seong-ju como Choi Man-sik.
- Park Hyun-sook como la directora Nun.
- Jang Myung-kap como el padre de Seung-yi.
- Seo Min-joo como Crystal.
- Kim Byung-chul como el vagabundo en la estación de Incheon.
- Lee Do-yeop como un consejero.

### Apariciones especiales
- Yunjin Kim como Myung-ja.[12]
- Na Moon-hee como la abuela de Seung-yi.[12]

## Producción
Pawn significa la vuelta del director Kang Dae-gyu diez años después de su última película, y también para Ha Ji-won es una vuelta a la pantalla grande en Corea tres años después de Manhunt. En enero de 2019 la productora JK Film anunció que los actores Sung Dong-il y Ha Ji-won había recibido la oferta de protagonizar la película y la estaban considerando positivamente.
El rodaje comenzó en Incheon el 22 de abril y concluyó el 31 de julio de 2019. La película se presentó con un pase previo seguido de conferencia de prensa el 24 de septiembre de 2020.

## Recepción

### Estreno y taquilla
Pawn se estrenó el 29 de septiembre de 2020 en 1342 pantallas, y ocupó la primera posición en taquilla en las dos primeras semanas, con 1,3 millones de espectadores. Al final de 2020 llegó a 1 719 523 espectadores que dejaron una taquilla de 11 297 499 dólares norteamericanos, quedando por este concepto en octava posición entre los largomerajes surcoreanos del año.
Fuera de su país, la película se proyectó en la gala inaugural del Festival de Cine Coreano de Londres el 29 de octubre de 2020.

### Crítica
William Schwartz (HanCinema) critica la estructura de la película en aspectos como el salto en la vida de los tres protagonistas desde que Seung-yi es una niña hasta que es adulta, salto poco explicado, y sobre todo en el caso del padre de Seung-yi, personaje de importancia crucial para la trama pero que no recibe ningún diálogo. También considera que en la película pesa más la ternura que la trama en sí. Y concluye: «la película sobresale por la fuerte química entre los actores principales. Es el tipo de película que puede hacer llorar a una persona, incluso cuando los puntos particulares de la trama se presagian con decidida falta de sutileza».

## Premios y nominaciones
| Año  | Premios                      | Categoría                      | Candidato  | Resultado | Ref.          |
| ---- | ---------------------------- | ------------------------------ | ---------- | --------- | ------------- |
| 2021 | Chunsa Film Art Awards       | Mejor actriz revelación (cine) | Park So-yi | Nominada  | [ 17 ]        |
| 2021 | Golden Cinematography Awards | Mejor actriz infantil          | Park So-yi | Ganadora  | [ 18 ] [ 19 ] |
| 2022 | Director's Cut Awards        | Mejor actriz revelación (cine) | Park So-yi | Nominada  | [ 20 ]        |